# Nuevo Colón (kommun)
Nuevo Colón är en kommun i Colombia.   Den ligger i departementet Boyacá, i den centrala delen av landet, 100 km nordost om huvudstaden Bogotá. Antalet invånare är 6 075.